# Kaniów (Gubin)
Kaniów (deutsch Kanig, niedersorbisch Kanjow) ist eine Ortschaft in der Landgemeinde Gubin (Guben) im Powiat Krośnieński (Landkreis Crossen) in der  Woiwodschaft Lebus in Polen. Von 1975 bis 1998 gehörte der Ort zur Woiwodschaft Zielona Góra.

## Geographie
Kaniów liegt im polnischen Teil der Niederlausitz nahe der deutschen Landesgrenze, 15 km östlich von Gubin entfernt, 19 km südwestlich von Krosno Odrzańskie, und 41 km westlich von Zielona Góra. 10 km vom Ort entfernt liegt die Droga krajowa 32. Die Droga wojewódzka 287 ist per Luftlinie etwa 9 km entfernt und mit dem Auto ca. 14 km.
Nachbarorte sind Grochów im Osten, Pole im Westen und Przyborowice im Süden. 

## Geschichte
Das Dorf wurde zum ersten Mal 1527 unter dem deutschen Namen Kamenick erwähnt.
1939 bewohnten den Ort etwa 259 Menschen. 
Nach dem Ende des Zweiten Weltkriegs 1945 Wurde der Ort an Polen aufgrund des Potsdamer Abkommens unter polnische Verwaltung gestellt

## Persönlichkeiten
- Hans Ernst von Manteuffel (1799–1872), deutscher Forstmann